# Phillippe (Man met het ijzeren masker)
Phillippe van Gascogne is een personage uit het boek De Vicomte van Bragelonne (van Alexandre Dumas) dat gebaseerd is op de legende van de Man met het ijzeren masker.
Het boek vertelt over een tweelingbroer van koning Lodewijk XIV van Frankrijk, deze zou bij de geboorte van het hof zijn verwijderd om in de toekomst een aanspraak om de troon te voorkomen. Phillippe groeit op in de provincie van Gascogne als een gewone jongeman.
Als Koning Lodewijk XIV eenmaal regeert, is de bevolking er de dupe van dat het zo slecht gaat en stijgen de belastingen ook nog eens. De Drie Musketiers bemerken dit ook, en een van hen herinnert zich nog een verstopte broer. Ze willen de broers verwisselen en hopen dat de ander het land de goede richting op kan helpen. Echter weet Koning Lodewijk dit complot te verijdelen en laat zijn tweelingbroer voor altijd, in een ijzeren masker opsluiten in de Bastille.

## Achtergrond
Tijdens de regeerperiode van Lodewijk XIV heeft er daadwerkelijk een onbekende gevangene gezeten in de Bastille. Er bestaat wel enige twijfel of deze gevangene een fluwelen of een ijzeren masker droeg. Ook verbleef deze gevangene niet alleen in de Bastille, maar werd hij naar diverse gevangenissen vervoerd. Het was Voltaire die opmerkte dat deze persoon een ijzeren masker droeg.
Het was ook hij die beweerde dat de persoon in kwestie een halfbroer van Lodewijk XIV was en angstvallig verborgen gehouden moest worden. De halfbroer zou volgens Voltaire geboren zijn uit een buitenechtelijke relatie tussen bisschop Mazarin en koningin Anna van Oostenrijk. Waarop Voltaire deze beweringen baseerde is onduidelijk gebleven. De schrijver Alexandre Dumas père was onder de indruk geraakt van deze bevindingen en bewerkte dit tot een tweelingbroer van de koning in zijn boek De Vicomte van Bragelonne.

## In film
Personen die de rol van Phillippe alsook Lodewijk XIV hebben vertolkt.
- William Bakewell - The Iron Mask (1929)
- Louis Hayward - The Man in the Iron Mask (1939)
- Richard Chamberlain - The Man in the Iron Mask (1977)
- Nick Richert - The Man in the Iron Mask (1997)
- Leonardo DiCaprio - The Man in the Iron Mask (1998)